# Bell 400
Il Bell 400 TwinRanger, ed il suo progettato sviluppo Bell 440, erano una famiglia di elicotteri leggeri utility progettati ad uso civile e militare realizzati dall'azienda statunitense Bell Helicopter Textron in soli 4 esemplari e rimasti allo stadio di prototipo.

## Storia
All'inizio degli anni ottanta si stava sviluppando un segmento di mercato occupato da elicotteri leggeri utility dotati di propulsione a due turbine. La Bell per cercare di contrastare i modelli proposti dalla francese Aérospatiale, l'AS 350 Écureuil 2 (Twin Star per il mercato USA), e dalla tedesca Messerschmitt-Bölkow-Blohm GmbH (MBB), il BO-105, sviluppò un nuovo modello derivato dal 206L LongRanger, versione biturbina della nota serie 206.
Il progetto era stato annunciato con la denominazione 400 TwinRanger con il quattro iniziale della sigla che stava a indicare, come nelle convenzioni dell'azienda, un rotore quadripala in sostituzione del bipala che contraddistingueva la serie precedente. Questo era stato già prodotto per uno sviluppo della versione militare del 206, l'OH-58D Kiowa abbinandolo a due turboalbero Allison 250-C20R da 443 shp ciascuno, il britannico Rolls-Royce Model 250 realizzato su licenza. Altre importanti modifiche riguardavano una diversa forma della fusoliera atta a ricevere superiormente i due motori e posteriormente un serbatoio di carburante più capiente, ed una trave di coda rinforzata che accoglieva il rotore di coda bipala in una struttura circolare, esteticamente simile al fenestron ma soggetta a problemi tecnici. Per il carrello d'atterraggio era prevista una semplice struttura a pattini.
Nelle politiche commerciali dell'azienda, analogamente agli altri modelli della gamma, era prevista una futura versione militare. La produzione fu affidata alla allora filiale canadese dell'azienda, incaricata dell'assemblaggio finale delle componenti prodotte a Fort Worth, sede storica dell'azienda. Allo stabilimento di Mirabel, Montréal, arrivavano testa e pale del rotore principale oltre agli organi di trasmissione, mentre la struttura era prodotta in loco. Successivamente venne previsto di realizzare una versione monoturbina ricorrendo al motore di produzione locale Pratt & Whitney Canada PW209T da 937 shp, denominata 400A, ed uno sviluppo ricorrendo ad largo utilizzo di materiali compositi, la 440.
Il Bell 400 volò per la prima volta il 4 aprile 1984 e nelle previsioni aziendali sarebbe dovuto entrare in produzione nel 1988 ed essere distribuito per le consegne l'anno successivo, ma dopo una serie di rinvii venne deciso di sospendere a tempo indeterminato il programma perché si ritenne che il mercato non poteva accogliere i 120 esemplari all'anno necessari per rendere economicamente vantaggiosa la sua produzione.

### Sviluppi
Dopo il successo commerciale del Tridair Gemini ST, conversione biturbina del 206L, nei primi anni novanta, la Bell mise in produzione l'equivalente Bell 206LT TwinRanger sviluppato dal 206L-4. Prodotto in soli 13 esemplari dal 1994 al 1997 venne sostituito nella gamma dal Bell 427, un modello più recente basato sul Bell 407, quest'ultimo uno sviluppo monoturbina e quadripala del 206L.

## Versioni
- Bell 400 : versione principale biturbina
- Bell 400A : versione monoturbina equipaggiata da un turboalbero Pratt & Whitney Canada PW209T da 937 shp.
- Bell 440 : sviluppo del 400 facendo ricorso ad ingente uso di materiali compositi